# Polyzoniida
Polyzoniida – rząd wijów z gromady dwuparców i podgromady Chilognatha. Obejmuje ponad 70 opisanych gatunków.

## Opis
Krocionogi te mają grzbietobrzusznie spłaszczone, kopulaste w przekroju ciało o długości poniżej 30 mm długości ciała. Dorosłe formy mają powyżej 30 pierścieni zagłowowych. Powierzchnia ciała jest gładka i nieoszczeciniona. Ich tergity nie są zlane z pleurytami, są pozbawione paranota i podłużnej bruzdy grzbietowej. Widoczna od góry głowa jest mała, stożkowata, silnie wydłużona, w obrysie trójkątna i pozwala na wwiercanie się wija w podłoże. Na głowie osadzona jest para dużych oczu prostych, a spomiędzy nasad czułków wyrasta para dużych szczecin. Samce mają tylne odnóża siódmego i przednie odnóża ósmego pierścienia tułowia przekształcone w gonopody.

## Występowanie
Krocionogi te rozsiedlone są kosmopolitycznie. Występują na wszystkich kontynentach oprócz Antarktydy. Zamieszkują większą część Europy. W Azji znane są z Turcji, Nepalu, Chin, Wietnamu, Indonezji, Półwyspu Koreańskiego, Japonii, rosyjskiego Dalekiego Wschodu i Syberii, w tej ostatniej sięgając za północne koło podbiegunowe. W Afryce znane z RPA, Gwinei, Sierra Leone i wysp krainy madagaskarskiej. W Amerykach występują w Stanach Zjednoczonych, Meksyku, Panamie, Trynidadzie, Brazylii i Chile. Ponadto znane są z Australii, Wyspy Północnej Nowej Zelandii oraz niektórych wysp Oceanii.
W Polsce stwierdzono dwa gatunki  (zobacz: Polyzoniida Polski).

## Systematyka
Takson ten wprowadzony został w 1895 przez Oratora Fullera Cooka. Należy do niego ponad 70 opisanych gatunków, zgrupowanych w trzech rodzinach:
- Hirudisomatidae Silvestri, 1896
- Polyzoniidae Newport, 1844
- Siphonotidae Cook, 1895

Według analiz filogenetycznych Enghoffa z 1984 oraz analizy morfologicznej Regiera i innych z 2005 Polyzoniida zajmują pozycję siostrzaną względem Siphonophorida lub Platydesmida. Według analizy molekularnej Regiera i Shultza z 2001 są siostrzane względem Platydesmida, jednak w analizie nie uwzględniono Siphonophorida. Analiza molekularna Regiera i innych z 2005 metodą największej parsymonii umieszcza je jako siostrzane dla Platydesmida, a analiza metodami bayesowskimi jako siostrzane dla kladu obejmującego Platydesmida i Siphonophorida.